# Glossaire de la charpente
Ce glossaire reprend les termes anciens et nouveaux repris dans la construction.
Voir aussi : Lexique de l'archéologie - Glossaire de l'architecture 
Le métier de charpentier a été façonné de manière disparate par les ressources en bois locales et la terminologie utilisée en charpenterie est partiellement liée au terroir et à des traditions multiséculaires.

Vocabulaire de la charpente.

- Haut – A
- B
- C
- D
- E
- F
- G
- H
- I
- J
- K
- L
- M
- N
- O
- P
- Q
- R
- S
- T
- U
- V
- W
- X
- Y
- Z

## A
- Abattage (Faire un abattage) - Lever une pièce de bois avec un levier et un coin placé dessous[C 1].
- About – Extrémité de toute sorte de pièce coupée à l'équerre et façonnée en talus – On dit l'about d'un lien, d'une tournisse, d'un tenon, etc. – Mettre en about, c'est poser une pièce à embrèvement et d'onglet[C 1].
- Aiguille - Pyramide qui est sur la plate-forme d'une tour, composée de plusieurs enrayures, de plusieurs arbalétriers et d'un poinçon – Poinçon du comble d'un pavillon circulaire ou en impériale, autour duquel sont posés les chevrons. On donne aussi ce nom à un poinçon de bois méplat d'une demi-ferme[C 1].
- Alluchon – Dent de roue qui s’engrène entre les fuseaux d'une lanterne de moulin[C 1].
- Âme - Espèce de lambourde faite en deux parties, que l'on embrève obliquement dans une poutre refendue en deux pour lui donner plus de force[C 1].
- Amorcer - Avant de faire une mortaise, enlever la superficie du bois avec l'angle de l'ébauchoir, et ensuite percer un ou plusieurs trous avec la tarière ou le lasseret ; Amorçoir - Espèce de trépan à vis et acéré par en bas, pour amorcer ou préparer les trous que l'on veut percer[C 1].
- Anche - Espèce de tuyau carré, en bois, par lequel la farine tombe du moulin dans la huche[C 2].
- Anier : Élément bois de type massif ou lamellé collé qui reprend des pannes de toiture. Il est souvent appelé arbalétrier à tort car ce dernier n’appartient pas à une ferme et les panne récupérées ne se posent pas dessus mais contre avec sabot métallique. On le retrouve souvent dans les charpentes de toiture mono-pente ou une demi-ferme n'est pas nécessaire.
- Appareiller - Action de faire le choix du bois, son transport sur l'épure, d'en tracer les coupes et assemblages, de le marquer et le repairer[C 2].
- Appentis - comble qui n'est qu'à un égout[C 2].
- Appui - Dans un pan de bois, une traverse sous une baie de fenêtre[2] ou au bas d'une lucarne, dans laquelle sont assemblés des potelets[C 2].
- Arbalétrier - Principale pièce d'une ferme de comble posée obliquement, assemblée d'un bout dans l' entrait et de l'autre dans le poinçon; Arbalétrier cintré - Voir Courbe; Arbalétrier - Pièce dans un cintre de pont, qui porte en décharge sur l' entrait ; Arbalétrier courbe - Arbalétrier qui s'emploie pour un comble en impériale; Arbalétrier de brisis - Arbalétrier qui, dans un comble à la mansarde, soutient l' entrait retroussé; Arbalétrier à lierne - Arbalétrier ordinaire, mais dans lequel la panne est assemblée dedans au lieu de porter dessus[C 2].
- Arbre de brin - Arbre d'une belle venue, dont la tige est droite et élevée[C 2].
- Arbre - Voir Histoire des grues (Vocabulaire).
- Arc-boutant ou Arc-butant - Voir Contre-fiche[C 2].
- Arcane minéral ou arcaux[3] ou arcanée[4]- Craie rouge dont se servent les charpentiers pour tracer leur ouvrage[C 3].
- Arête vive - Terme dont on se sert pour exprimer qu'une pièce de bois est bien équarrie - Voir Vive-arête[C 3].
- Arêtier - Pièce droite ou courbe qui forme l'angle saillant d'un comble et reçoit les empannons - La pièce à l'angle du comble d'une lucarne à la capucine porte le même nom[C 3].

Assemblage à tenon et mortaise.

- Assemblage - En général l'union et la jonction de deux ou de plusieurs parties.
- Assembler - Joindre les différentes pièces de bois après qu'elles ont été préparées et taillées; c'est ce que l'on nomme aussi mettre dedans[C 4].
- Aubier - Partie blanche, molle et spongieuse, qui, dans les arbres, se trouve entre l'écorce et le bois : elle se trouve quelquefois à un pouce et demi dans le chêne[C 4].
- Avant-bec - Assemblage de charpente, composé de pieux, entretoises ou liernes au devant d'un pont[C 4].
- Aviver - Dresser avec la besaiguë les faces d'une pièce pour en rendre les arêtes vives[C 4].

## B
- Baie - Nom de toutes les ouvertures que l'on pratique dans les pans de bois pour les portes et fenêtres[2],[C 4].
- Barres d'écurie - Anciennement, barre que l'on attache de distance en distance à des poteaux et à des anneaux placés au-devant des mangeoires pour séparer les chevaux[C 4].
- Barrière - File de poteaux à hauteur d'appui, dans lesquels sont assemblées des traverses ou lisses que l'on place autour des cours, au-devant des maisons ou sous des remises, pour empêcher les voitures d'approcher des murs[C 5].
- Bascule - On dit qu'une pièce est en bascule quand, par une de ses extrémités, elle est assemblée dans une pièce pour la soutenir, comme dans un palier d'escalier[C 5].
- Batardeau - Circuit formé de palplanches ou pilots, et garni de terre grasse pour empêcher l'eau de pénétrer dans son intérieur[C 5].
- Bâti - Assemblage des principales pièces qui forment un tout[C 5].
- Baudet - Espèce de fort tréteau dont se servent les scieurs de long pour poser leurs pièces - Voir Tréteau[C 5].

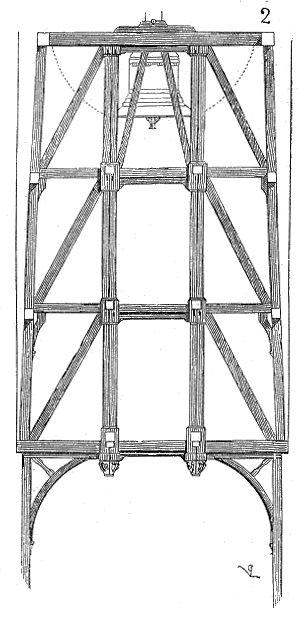
Beffroi de la cathédrale Notre-Dame de Chartres.

- Beffroi - Assemblage des pièces qui, dans une tour ou un clocher, portent les cloches[C 5].
- Bélier - Machine propre à enfoncer les pieux[C 5].
- Bisaiguë - Outil qui sert à dresser le bois lorsqu'il a été refait à la cognée, ainsi qu'à faire les tenons, les mortaises, etc.- D'un bout il porte un ciseau à un tranchant, et de l'autre une espèce de bec-d'âne; dans le milieu est une douille qui sert à le tenir[C 5].
- Bicoq - Pièces qui composent une chèvre[C 5].
- Biller - Faire tourner en poussant à droite ou à gauche une pièce après l'avoir mise en balance sur un chantier[C 5].
- Biseau - About d'une pièce qui est coupée obliquement où en sifflet[C 5].
- Blochet - Pièce de bois de peu de longueur, posée carrément sur les plates-formes d'un comble, et qui reçoit l'assemblage de arbalétrier; Blochet de recrue ou d'arêtier - Blochet qui est posé sur une encoignure et qui reçoit le pied de l'arêtier[C 5].
- Bois
  - Bois flotté - Bois qui, au lieu d'avoir été transporté par terre, a été mis à flot sur une rivière pour être conduit des forêts à son lieu de destination[C 5].
  - Bois en grume - Bois qui n'est pas équarri, dont on a seulement coupé les branches: dans cet état on s'en sert ordinairement pour les pilotis[C 6].
  - Bois carré ou d'équarrissage - Bois propre à la charpente[C 6].
  - Bois d'échantillon - Bois qui à la longueur et grosseur ordinaire[C 6].
  - Bois de brin ou de tige - Bois qui provient de petits arbres; par exemple, on dit solive de brin pour exprimer qu'elle provient d'un arbre qui n'avait que la grosseur propre à la former[C 6].
  - Bois ordinaire - Bois dont la grosseur n'excède pas onze pouces, et dont la longueur n'est pas de plus de vingt-quatre pieds[C 6].
  - Bois de qualité - Bois dont la grosseur est de douze pouces et plus, ou dont la longueur excède vingt-quatre pieds[C 6].
  - Bois de sciage - Bois qui est débité et refendu à la scie pour en faire des chevrons, des solives ou autres ouvrages[C 6].
  - Bois refait - Bois qui est dressé et équarri à vive arête avec la besaigüe ou le rabot sur une ou plusieurs de ses faces, ou qui n'est simplement que refeuillé[C 6].
  - Bois lavé - Bois dont on a ôté avec la besaiguë les marques des traits de la scie ou de la cognée - On le nomme aussi, dans ce cas, bois refait[C 6].
  - Bois sain - Bois qui n'a ni gale, ni fistule, ni nœuds vicieux[C 6].
  - Bois flache ou flacheux - Bois dont les arêtes ne sont pas bien vives, et qui ne pourrait être équarri sans éprouver beaucoup de déchet[C 6].
  - Bois tranché - Bois qui a des fils obliques qui coupent la pièce et la rendent peu propre à résister à la charge.
  - Bois roulé - Bois dont les cernes ou crues de chaque année sont séparées et ne font point corps[C 7].
  - Bois carié ou mouliné - Bois qui est piqué de vers[C 7].
  - Bois vicié - Bois qui à des nœuds pourris ou malandres[C 7].
  - Bois pouilleux ou échauffé - Bois qui a de petites taches rouges et noires, ce qui indique qu'il commence à se gâter et à pourrir[C 7].
  - Bois bouge - Bois qui bombe ou qui courbe en quelque endroit[C 7].
  - Bois cantibai - Bois qui n'est défectueux que d'un côté[C 7].
  - Bois corroyé - Voir bois refait[C 7].
  - Bois gélif ou givelé - Bois qui est rempli de fentes ou de gerçures[C 7].
  - Bois noyeux ou, aujourd'hui, noueux - Bois qui est rempli de nœuds[C 7].
- Bossage - Masse de bois observée sur une pièce qu'on a élégie pour lui donner plus de force à cet endroit, ou à la mortaise que l'on veut y percer[C 7].
- Branche - à chacune des deux pièces formant une croix de saint André[C 7].
- Brandir - Percer un trou en travers des deux pièces qui se croisent, et y mettre une cheville pour les arrêter ensemble - On dit brandir les chevrons sur les pannes[C 7].
- Bras de chèvre - Les deux longues pièces qui portent le treuil[C 7].
- Bais - Voir Bois[C 7].
- Brise-glace - Pièce de bois à angle aigu, assemblée sur l'avant-bec d'un pont[C 7].
- Brisis - Endroit où le vrai comble se joint au faux dans un comble dit à la mansarde[C 7].

## C
- Cabestan - Cylindre vertical, percé de plusieurs trous à son extrémité supérieure pour y passer les barres ou leviers, avec lesquels ou le fait tourner sur un pivot qui est à son extrémité inférieure - Il sert à attirer de grands fardeaux[C 8].
- Câble - Histoire des grues (Vocabulaire)
- Cadre - Assemblage de quatre pièces de bois en carré, qui servent de fond à une lanterne et de chaise à un clocher[C 8].
- Cage d'escalier - Voir lexique des escaliers
- Calibre - Instrument fait pour vérifier des angles droits[C 8].
- Cale - Pièce de bois qui en soutient une autre que l'on travaille - Petit morceau de bois en forme de coin qu'on emploie pour mettre sous la portée d'un poitrail, et autres pièces, servant à les faire joindre ou à les mettre de niveau, ou bien sur les couchis d'un cintre pour recevoir les voussoirs[C 8].
- Carré - Faire le trait carré, c'est élever une ligne perpendiculaire sur une autre ligne; Carrément - C'est-à-dire à angles droits[C 8]; Aussi l'ensemble de pièces de bois encadrant une ouverture.
- Chaise - Histoire des grues (Vocabulaire)
- Champ - Pièce posée de champ; c'est la pièce dont la face la plus étroite est en dessous; telles sont les solives de sciage[C 8].
- Chandelle - Poteau qu'on place debout aplomb sous une poutre ou sous une autre pièce pour la soutenir horizontalement[C 8].
- Chanfrein - Petite surface formée par l'arête abattue d'une pièce[C 8].
- Chanlatte - Pièce de bois de sciage de quatre à cinq pouces de largeur, de figure triangulaire, que l'on place au pied des chevrons pour recevoir l'égout[C 9].
- Chantier - Pièces de bois sur lesquelles l'ouvrage est placé pour le travailler et le mettre de niveau[C 9].
- Chantignole - Bout de bois en forme de gousset, assemblé sur un arbalétrier et servant à porter les pannes[C 9].
- Chapeau - Pièce posée horizontalement sur le bout d'autres pièces - Traverse qui s'assemble dans les deux poteaux d'une lucarne - Dans un chevalement, la pièce posée horizontale ment[C 9].
- Chas d'un plomb - Pièce de cuivre ou de fer, ronde ou carrée, au milieu de laquelle est un trou de la grosseur du cordeau qui passe au travers[C 9].
- Chevalement (ou enchevalement) - Manière d'étayer et de soutenir en l'air une encoignure, un trumeau, un jambage, pour les reprendre sous-œuvre; Chevaler - Action d'étayer, de soutenir un édifice avec des chevalements[C 9].
- Chevalet de lucarne - Assemblage de deux noulets ou nolets brandis ensemble[C 9].
- Chevêtre - Traverse dans laquelle sont assemblées des solives moins longues que les autres pour laisser vide la place qu'occupe une cheminée; Faux-chevêtre - Chevêtre derrière un autre; il est fait pour remplir l'espace entre un vrai chevêtre et le mur; Chevêtre oblique - Chevêtre qui, dans un plancher d'enrayure, est assemblé d'un bout dans le gousset, et de l'autre dans un entrait, et qui reçoit les embranchements[C 10].
- Cheville - Petit morceau de bois rond qui sert à tenir ferme l'assemblage de plusieurs pièces; Chevilles de ranches - voir Histoire des grues (Vocabulaire)
- Cheville - Mesure dont on se servait autrefois pour le toisé des bois - Elle a un pouce carré de base et six pieds de hauteur; il en faut soixante-douze pour faire une solive, mesure de Paris, c'est-à-dire pour former la quantité de trois pieds cubes[C 10].
- Chèvre - Machine avec laquelle on élève aplomb les pièces de bois[C 10].
- Chevron - Pièces de bois équarries soutenues par des pannes, et qui supportent des liteaux, lambourdes ou voliges. Anciennement, Pièce de bois d'un comble, de deux ou quatre pouces de gros, posée sur les pannes, faite et plate-forme, et sur laquelle on attache les lattes pour la couverture; Chevron de croupe, de noue ou empanon, etc.- Chevron qui porte d'un bout sur un arêtier ou une noue, et de l'autre sur la plate-forme; On nomme particulièrement chevron de croupe le morceau de bois qui prend du poinçon et pose sur la plate-forme; Chevron de jouée - Chevron qui passe le long d'une lucarne; Chevron de ferme ou de long pan - Chevron qui est posé sur arbalétrier; Chevron de fermette- Chevron qui forme le comble d'une lucarne; Chevron couronné - Chevron qui, à son extrémité du côté du faîtage, au lieu d'être simplement coupé obliquement, est assemblé à enfourchement[C 10].
- Cingler - Tracer des lignes avec un cordeau tendu, et que l'on a blanchi ou noirci auparavant[C 10].
- Cintre - Assemblage de pièces qui soutiennent les couchis ou dosses sur lesquels on construit une voûte de pierre, de moellon ou de brique, jusqu'à ce qu'elle soit fermée et qu'elle puisse se soutenir sans ce secours; Cintre retroussé - Cintre par lequel on forme les voûtes d'un grand diamètre, comme celles des ponts de pierre[C 11].
- Ciseau à un biseau - Outil qui sert à dresser les mortaises, les tenons, etc.[C 11].
- Clef - Espèce de coin passant dans une mortaise à l'extrémité d'une lierne, servant à empêcher l'écartement des courbes. On nomme aussi clef le coin qui sert à faire joindre deux pièces assemblées à trait de Jupiter[C 11].
- Cloison - Assemblage de poteaux posés perpendiculairement, de décharge et de tournisse, qui sert à la distribution des pièces, et dont les intervalles sont remplis de maçonnerie[C 11].
- Cognée - Grande hache dont le tranchant est plat, ayant un long manche, et qui sert à dresser le bois - Il y en a de différentes dimensions; la plus grande se nomme épaule de mouton[C 11].
- Collet - Voir lexique des escaliers
- Colombage - Petits poteaux de remplissage dans une cloison[C 11].
- Colombes - Gros poteaux dont on se servait autrefois dans les cloisons ou pans de bois pour porter les poutres[C 11].
- comble - Charpente qui couvre un édifice - Il y a différentes formes[C 11]:
  - Comble à deux égouts entre deux pignons;
  - Comble à deux égouts avec croupe;
  - Comble brisé en mansarde;
  - Comble en pavillon;
  - Comble en impériale;
  - Comble à potence ou en appentis;
  - Comble moisé - Comble dont chaque ferme est faite en bois de sciage ou en plats-bords, et dont l' entrait et arbalétrier sont liés ensemble par deux pièces de bois méplates posées de chaque côté et boulonnées - Ces pièces se nomment moises[C 12].
  - Comble lierné - Comble cintré fait de bois de sciage ou de plat-bord, dont les courbes ou chevrons sont liés par des barres qui les traversent, qu'on nomme liernes[C 12].
- Contre-fiche - Pièce d'une ferme de comble, assemblée obliquement dans le poinçon et arbalétrier; Contre-fiche - Dans un chevalement ou un étayement, nom de la pièce posée debout et obliquement pour soutenir un chapeau ou une partie de muraille[C 12].
- Contre-jauger les assemblages - Transporter la largeur d'une mortaise sur l'endroit d'une pièce de bois où doit être le tenon, afin qu'il soit convenable à la mortaise[C 12].
- Contre-marque - Trait qu'on trace sur les bois à mesure qu'on les façonne, afin de les reconnaître quand on en doit faire l'assemblage[C 12].
- Contre-vent - Moise simple, ou pièce qui se place dans un grand comble en contre-fiche ou croix de Saint-André, du haut d'une ferme en bas de l'autre, pour les entretenir[C 12].
- Cordeau - Petite corde que l'on blanchit et dont on se sert pour tracer et aligner les pièces[C 12].
- Cornier - Poteau qui forme l'encoignure d'un pan de bois de face[C 12].
- Couche - Pièce de bois carrée ou dosse, couchée sous le pied d'un étai ou posée debout sur les tableaux d'une baie pour empêcher la poussée des murs, ou bien posée horizontalement dans une tranchée pour retenir l'éboulis des terres - Ces couches prennent les noms, debout, basses, hautes, selon la place qu'elles occupent[C 12].
- Couchis - Bouts de planches posés horizontalement et retenus par des étrésillons dans une tranchée de fondation ou pour d'autres constructions[C 12].
- Coupe en empanon - Coupe oblique qu'on fait au bout d'un chevron, d'une solive empanon[C 13].
- Coupement - Se dit de l'action de couper une pièce en travers avec la scie montée ou démontée[C 13].
- Courbes - Pièces de bois coupées en arc, servant à former des parties circulaires, comme les cintres, les plates-formes, bernes et chevrons d'un dôme; les cintres pour des voûtes, et les fermes d'un comble voûté; Courbe d'escalier - Courbe qui, dans un escalier carré, forme le quartier tournant que l'on nomme aussi noyau recreusé; Courbe rampante - Parties d'un limon d'escalier circulaire; Courbe rallongée - Courbe dont la partie cintrée à différents points de centre[C 13].
- Couronnement - About d'un chevron qui, au lieu d'être coupé obliquement, est assemblé à enfourchement - Voir Chevron couronné[C 13].
- Cours - Suite continue de plusieurs pièces bout à bout, comme de plusieurs plates-formes, de plusieurs pannes - On dit un cours de pannes[C 13].
- Coyau - Petit chevron que l'on pose d'un bout au bas de ceux du comble, et de l'autre sur la saillie de l'entablement pour rendre la pente plus douce et y faire l’égout; Nom d'une pièce de bois entaillée sur la roue d'un moulin à eau, et serrant l'aube[C 13].
- Coyer - Pièce de bois faisant partie de l'enrayure d'un plancher de comble, qui s'assemble obliquement dans le poinçon ou dans un gousset, et qui est aplomb de l'arêtier[C 13].
- Crèche - Enceinte que l'on fait autour du pied d'une pile ou d'une culée de pont avec une file de pieux éloignés parallèlement de quelques pieds, et que l'on remplit de maçonnerie[C 13].
- Croix de saint André - Deux pièces de bois qui, assemblées à entaille l'une dans l'autre, ne sont point à angles droits, mais qui se coupent diagonalement, telles que pour un palier d'escalier, un comble à double faîtage; Croix de saint André, de vitraux, de jouée - Les courbes qui se croisent dans le comble d'une lucarne à guitare[C 13].
- Croupe - Partie qui, à l'extrémité d'un comble, couvre le mur de pignon, et qui se termine par deux arêtiers, ou bien par deux des quatre faces du comble d'un pavillon carré[C 14].

## D
- Débillardement - Coupe circulaire ou en diagonale d'une pièce de bois dont on abat une partie en forme de prisme triangulaire, tel que pour un arêtier, un faîtage[C 14].
- Débiter le bois - Voir Sciage[C 14].
- Décharge - Pièce de bois posée obliquement dans un pan de bois ou dans une cloison[C 14].
- Décintrer - Ôter les cintres de charpente sur lesquels une voûte a été construite[C 14].
- Décollement - Action de faire une entaille sur la largeur d'un tenon du côté de son épaulement, afin que l'entrée de la mortaise soit couverte de ce côté[C 14].
- Dédosser - Dresser avec la scie une pièce pour la mettre à vive-arête au moyen des levées ou suppressions que l'on fait des parties flacheuses[C 14].
- Dégauchir - Façonner une pièce de bois pour la rendre droite ou pour la raccorder, selon le biais de la place où elle doit être posée[C 14]. Cette opération est aujourd'hui réalisée par une dégauchisseuse.
- Délardement - Voir lexique des escaliers
- Délarder - Couper en chanfrein les arêtes d'une pièce de bois, tel qu'on le fait à un arêtier, à un faîtage[C 14].
- Démaigrir - Rendre l'angle d'une pièce de bois plus aigu, suivant la place où elle doit être posée ; c'est diminuer le tenon trop épais qui ne peut entrer dans sa mortaise[C 15].
- Désassembler - Séparer les pièces d'un ouvrage d'assemblage, comme d'une cloison, d'un comble - Séparer les pièces après qu'elles ont été taillées et remises sur l'épure[C 15].
- Devers - Pièce qui n'est pas droite par rapport à ses angles et à ses côtés - On dit, marquer ou piquer une pièce de bois suivant son devers, c'est-à-dire suivant son gauchissement, pour mettre en dedans le côté déversé - Inclinaison que l'on donne aux diverses pièces en les posant[C 15].
- Déverser - Faire pencher ou incliner une pièce de bois[C 15].
- Dévêtir - Déposer ou désassembler une pièce sur le tas[C 15].
- Diable - Voiture basse à deux roues, au milieu de laquelle est assemblé un timon servant à transporter des pièces de bois[C 15].
- Digue - Assemblage de pieux moisés et liernés servant au passage des bateaux sur une rivière[C 15].
- Dosses - Levées que l'on fait avec la scie sur une pièce pour la rendre à vive-arête et d'égale grosseur[C 15]; Dosse - Planche épaisse servant à faire des couchis sur les cintres de voûte, ou à retenir les terres dans les tranchées, ou bien à faire des palplanches pour les batardeaux[C 15].
- Dresser - Cingler au cordeau une pièce de bois avant de l'équarrir[C 15].

## E

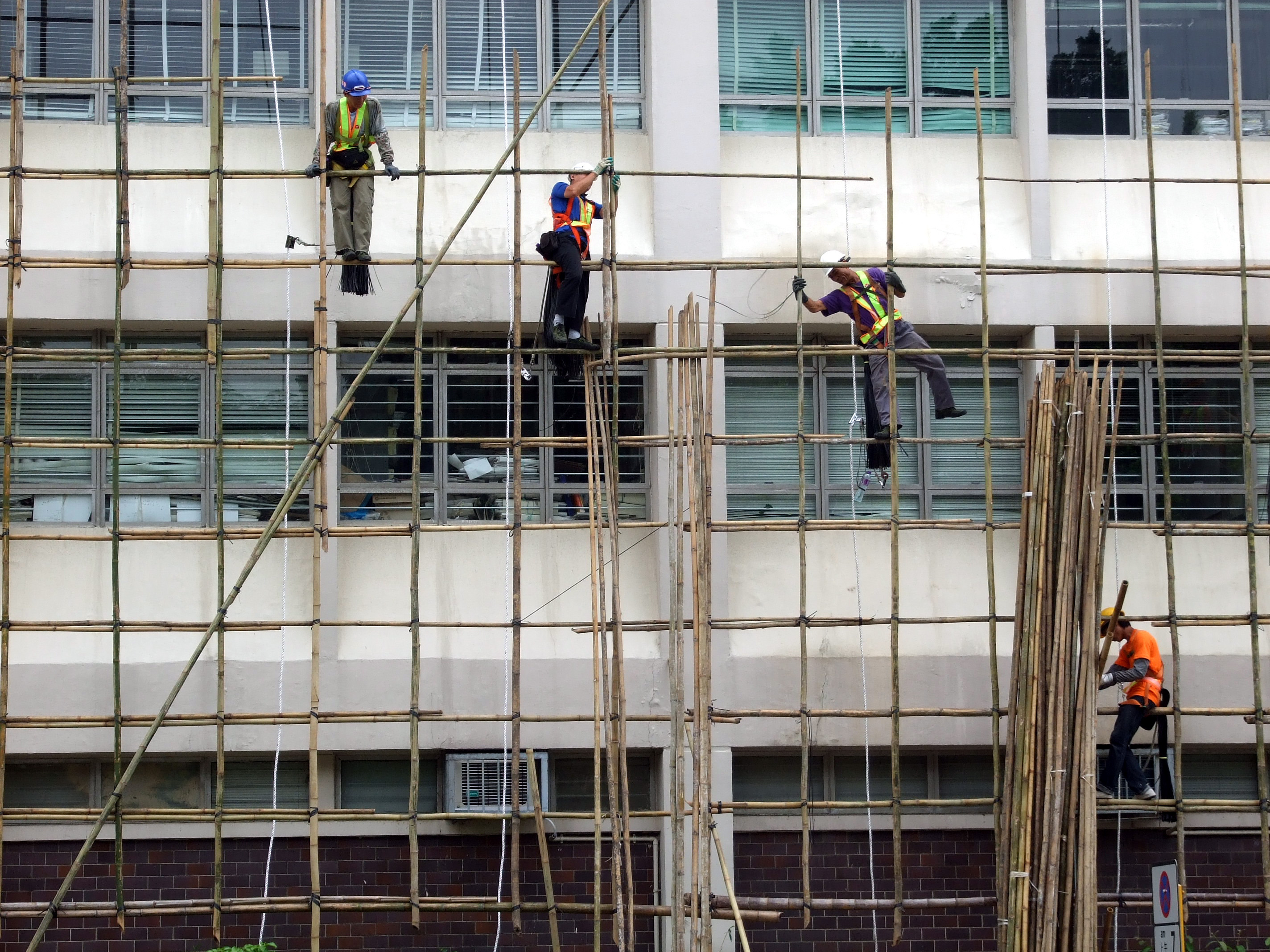
Échafaudage en Chine.

- Ébaucher - Dresser une pièce de bois avec la cognée ou à la scie avant de la laver ou dresser avec la bisaiguë[C 16].
- Ébauchoir - Gros ciseau qui sert à ébaucher les mortaises, les pas, les embrèvements, et à faire des coupements de solives et de chevrons sur le tas[C 16].
- Échafaudage (anciennement, échafaud) - Espèce de plancher que l'on fait pour s'élever à la hauteur des endroits où l'on a à travailler; Échafaud volant - Échafaud qui n'est composé que de chevrons portant quelques planches, qui ont pour point d'appui le soubassement des fenêtres[2] ou l'entablement, ou qui sont suspendus par des cordages[C 16].
- Échantignole - Voir Chantignole[C 16].
- Échappée - Voir lexique des escaliers
- Échiffre - Voir lexique des escaliers
- Embranchement - Solives de remplissage en empanon dans un plancher de comble à enrayure[C 16].
- Embrèvement - Nom d'une entaille faite dans une pièce pour recevoir l'about d'une autre pièce[C 16].
- Empanon - Nom d'un chevron formant épi avec un arêtier ou une noue, ou bien une solive avec un coyer - Voir Chevron de croupe, de noue, et solive d'enrayure[C 16].
- Encaissement - Nom de tout ouvrage dans lequel on coule à fond perdu de la maçonnerie pour faire une crèche[C 16].
- Encastrer - Joindre deux pièces de bois par des entailles à embrèvement[C 16].
- Enchevalement - Voir Chevalement.
- Enchevêtrure - Dans un plancher, le nom de l'assemblage de trois pièces; savoir: un chevêtre et les deux solives dans lesquelles il est assemblé - Distance des deux solives détermine la longueur de l’âtre de la cheminée, comme le chevêtre en détermine la profondeur[C 16].
- Enclaver - Faire entrer les bouts des solives par entailles dans une poutre; c'est aussi arrêter une pièce avec des clefs ou des boulons de fer[C 17].
- Endent - Entaille que l'on pratique dans une poutre afin de permette son encastrement.
- Engin - Voir Histoire des grues (Vocabulaire).
- Engraissement - Assemblages dont les tenons ne peuvent entrer que par force dans les mortaises[C 17].
- Engrener - Faire entrer les dents d'une roue dans les intervalles des fuseaux d'une lanterne, ou entre les dents d'une autre roue[C 17].
- Enlacer - Percer avec un laceret les tenons et les joues des mortaises d'un assemblage pour y placer une cheville[C 17].
- Enlaçure - Trous percés avec le laceret à travers les mortaises et les tenons pour les cheviller ensemble[C 17].
- Enligner - Donner à une pièce de bois la même grosseur qu'à une autre au moyen de la règle ou du cordeau-[C 17].
- Enrayure - Assemblage de différentes pièces posées de niveau, qui portent ou non le comble d'une croupe, ou qui forment entre elles un plancher - L'enrayure est composée d' entrait s, goussets, coyers, etc.- Voir Plancher[C 17].
  - Enrayure retroussée - Pour un comble en pyramide, la seconde enrayure[C 17].
  - Enrayure de plate-forme - Pour un comble de pavillon carré ou circulaire, la première enrayure du bas, sur laquelle est établie toute la charpente de ce comble[C 17].
- Entaille - Ouverture plus ou moins grande que l'on fait pour lier une pièce avec une autre - Les entailles sont, ou carrées, ou à mi-bois, ou par embrèvement, ou à dent, ou à queue d'aronde, etc.[C 17].
  - Entaille à paume - Voir Paume[C 17].
- Enter - Assembler, par le moyen d'entailles, une pièce avec une autre dans la même direction pour l'allonger[C 18].
- Entrait - Principale pièce d'une ferme de comble, sur laquelle sont assemblés les arbalétriers et le poinçon lorsqu'il n'y a pas un second entrait ou un entrait retroussé[C 18].
  - Entrait retroussé - Un second entrait sur lequel est assemblé le poinçon[C 18].
  - Entrait de brisis - Dans un comble en mansarde, le nom du premier entrait qui soutient les jambes de force[C 18].
  - Demi-entrait, ou entrait de croupe - entrait qui, dans une demi-ferme, est assemblé d'un bout dans le maître entrait, et qui, de l'autre, porte sur le mur de pignon[C 18].
  - Entrait de long pan - Principale pièce qui, dans un plancher à enrayure, reçoit l'assemblage des goussets[C 18].
  - Entrait de croupe - Dans un plancher à enrayure, le nom de la pièce qui vient s'assembler d'équerre avec l' entrait de long pan, et qui reçoit l'autre bout des goussets[C 18].
  - Entrait en croix - Dans l'enrayure circulaire d'un comble, les deux principales pièces qui se croisent à angle droit[C 18].
  - Entrait - Dans un cintre servant à construire une voûte ou une arcade, la pièce posée horizontalement, et sous laquelle sont les poteaux[C 18].
- Entretoise - Pièce de bois placée entre deux autres, et assemblée avec elles à tenon et mortaise[C 18].
  - Entretoise de lucarne - Une traverse pratiquée dans une lucarne à fourrage, qui passe derrière le chapeau, et qui est assemblée dans les poteaux. - Ce sont aussi, entre un faîte et sous faîte, les traverses qui lient les croix de Saint-André[C 18].
  - Entretoise de râtelier - Traverses, haut et bas, dans lesquelles sont assemblés les roulons; c'est aussi, sous une mangeoire, la traverse qui la supporte, et qui, d'un bout est assemblée dans le racinal.
- Épaule de mouton - Voir Cognée[C 18].
- Épaulement - Diminution qu'on fait à la longueur d'un tenon pour couvrir une mortaise[C 19].
- Épi - Assemblage des chevrons autour du poinçon d'une couverture de forme conique ou pyramidale. - Aussi le bout du poinçon de croupe qui passe au-dessus d'un comble, et que l'on nomme aussi étau[C 19].
- Épure - Dessin d'un escalier, d'un plancher ou autre partie, tracé sur la terre de la même grandeur que doivent avoir ces objets - Ou taille toutes les pièces sur ce dessin, ou l'on en relève les mesures pour en faire la taille[C 19].
- Équarrir - Tailler un arbre en grume pour lui donner une forme carrée; Équarrissage - Voir Bois;
- Équarrissage - Grosseur, on dit, pat exemple, qu'une poutre à douze, seize pouces d'équarrissage[C 19].
- Équerre - Instrument qui sert à tracer les mortaises, les tenons et à les mettre de jauge[C 19].
  - Équerre à épaulement - Nom d'une équerre dont une des branches est trois fois plus épaisse que l'autre[C 19].
- Escalier - Voir Lexique des escaliers
- Esselier - Pièce de bois d'une ferme de comble, droite ou courbe, assemblée obliquement d'un bout dans un arbalétrier, et de l'autre dans un entrait[C 19].
- Essette - Espèce de marteau dont la tête est ronde, et dont la panne est recourbée et tranchante[C 19].
- Établissement - Voir Appareil.
- Étai - On donne ce nom à toute pièce de bois qui sert à appuyer ou à soutenir une maison, un plancher, etc.; Étaiement - Nom général de toutes les pièces qui servent à soutenir une partie d'un bâtiment auquel on fait des reprises, il se dit aussi de l'assemblage de plusieurs pièces formant un plancher plat, sur lequel on construit les plates-bandes et paliers d'escaliers, etc.; Étayer - Appuyer, soutenir en partie ou en totalité une maison, un plancher qui menace ruine[C 20].
- Ételon, ou plutôt Étalon - Ancien terme. Voir Épure.
- Étrésillon - Toute pièce de bois posée obliquement entre deux murs ou contre des dosses, pour empêcher le mouvement des pieds droits d'une baie ou l'éboulement des terres dans une tranchée; Étrésillonner - Action de retenir les terres ou le mouvement des parties d'un bâtiment avec des étrésillons[C 20].
- Éventer - Tirer avec un cordage une pièce de bois que l'on monte, pour qu'elle ne touche ni aux murs ni aux échafauds[C 20].

## F

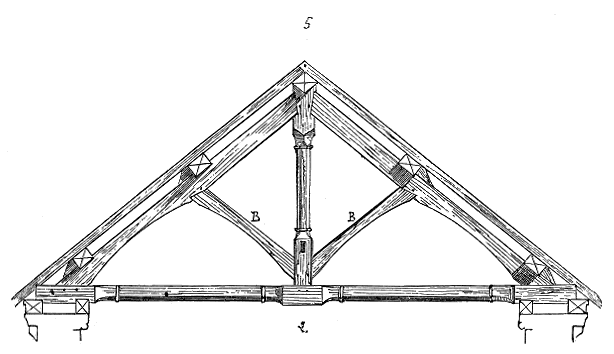
Dessin d'une ferme de charpente traditionnelle.

- Faîtage - Pièce de bois la plus élevée d'un comble, qui est posée horizontalement, assemblée dans les poinçons, et sur laquelle les chevrons sont brandis; Faîtage double - Voir Sous-faite[C 20].
- Fauconneau - Voir Histoire des grues (Vocabulaire).
- Fausse-coupe - On appelle ainsi tout assemblage qui n'est fait ni à l'équerre ni à onglet, mais qu'on trace à la fausse équerre[C 20].
- Faux Limons - Voir Lexique des escaliers
- Ferme - Assemblage de plusieurs pièces qui forment la carcasse d'un comble, et qui se composent ordinairement d'un entrait, de deux arbalétriers, de deux contre-fiches et d'un poinçon - Les fermes se placent de neuf à douze pieds de distance l'une de l'autre, et servent à porter les pannes, le faîtage et les chevrons[C 21].
  - Ferme ordinaire ou sur tasseau - Ferme dont les pannes portent sur les arbalétriers au lieu d'y être assemblées[C 21].
  - Ferme à lierne - Ferme ordinaire, mais dont les pannes au lieu de porter sur l'arbalétrier sont assemblées dedans[C 21].
  - Ferme retroussée - Pour un comble ordinaire, une ferme qui n'a qu'un entrait posé au-dessus de deux jambes de force[C 21].
  - Ferme brisée - Nom de la ferme qu'on emploie pour un comble en mansarde[C 21].
  - Ferme d'assemblage - Celle dont toutes les pièces sont de bois de même échantillon, et dont chaque chevron figure l'arbalétier d'une ferme[C 21].
  - Ferme ronde - Ferme d'un dôme ou d'un comble cintré[C 21].
  - Demi-ferme de noue, d'arêtier - Celle dont l'arbalétrier forme noue ou arêtier- On appelle demi-fermes les fermes qui servent à porter la croupe d'un comble ou un comble en appentis, c'est-à-dire qui n'a qu'un égout - Ces fermes n'ont qu'un arbalêtier[C 21].
- Fermette - Deux chevrons assemblés l'un dans l'autre, et qui forment le comble d'une lucarne[C 21].
- Feuillure - Entaille pratiquée dans des poteaux de portes, de fenêtres[2], de lucarnes, pour recevoir la fermeture en menuiserie[C 21].
- Fil - Les traces qu'on voit en longueur dans tous les bois, poreux.
- File - Longue suite de pieux, de palplanches, qu'on bat au refus du mouton, pour les fondemens des travaux hydrauliques[C 22].
- Flache - Voir aussi Bois[C 22].
- Flèche - Charpente pyramidale de la tour ou de la cage d'un clocher[C 22].
- Flèche de pont - Les deux longues pièces de bois assemblées parallèlement avec entretoises et croix de Saint-André, qui servent à mouvoir un pont-levis[C 22].
- Flèche de grue - Voir Histoire des grues (Vocabulaire).
- Flotté - Voir Bois[C 22].
- Fond - Toutes pièces de bois élevées aplomb du dessus d'une fondation ou parpaing - Voir Porter; Se dit aussi d'une cloison, d'un pan de bois, lorsque, commençant au rez-de-chaussée, il va jusqu'au sommet du bâtiment - On dit qu'il est établi de fond; Fond de mangeoire - La dosse ou le plat-bord qui est posé sur les entretoises et assemblé en retour d'équerre avec une autre planche qu'on nomme le devant[C 22].
- Fort - Position la plus avantageuse d'une pièce de bois; c'est, lorsqu'elle est cambrée, mettre le côté concave en dessous pour qu'elle résiste mieux à la charge - On dit mettre du bois sur son fort[C 22].
- Fougère - (Assemblage à brin de fougère)- Pans de bois disposés diagonalement - Cette construction n'a plus lieu[C 22].
- Fourrure - On appelle ainsi les morceaux de bois minces que l'on rapporte sur les pièces qui n'ont pas l'épaisseur ou la largeur suffisante pour affleurer les autres, tel que dessous ou derrière une marche[C 22].
- Fuseau - Voir Histoire des grues (Vocabulaire).

## G
- Gargouille ou Gargouche - Nom d'une entaille au pied d'un poteau de cloison, qui reçoit le bout d'une solive[C 23].
- Garre - Voir Digue[C 23].
- Gauche - Pièce qui est mal équarrie, et lorsque les quatre angles des parements ne sont pas dans le même plan[C 23].
- Gercé - Bois qui ont des fentes tortueuses qui ne traversent pas l'épaisseur des pièces[C 23].
- Giron - Voir Lexique des escaliers
- Gousset - Pièce de bois posée diagonalement dans une enrayure, entre un entrait de long pan et un entrait de croupe, dans laquelle s'assemblent les coyers[C 23].
- Gousset (Faux-gousset) - Pièce derrière le gousset, et assemblée de même[C 23].
- Gouttière - Canal creusé à angle droit dans une pièce de bois refendue diagonalement, qu'on place derrière une cheminée ou sous le battellement des couvertures pour recevoir les eaux des pluies et les conduire au-delà des murs de face[C 23].
- Gras - Excès d'épaisseur d'un tenon - On dit qu'il est gras lorsqu'il ne peut entrer dans sa mortaise[C 23].
- Grillage - Assemblage de longues pièces de bois qui se croisent carrément, formant des espaces égaux tant pleins que vides, qu'on place sur des pilots ou sur un terrain marécageux pour y asseoir les fondements d'un édifice[C 23].
- Gros - Pièce de bois qui a deux dimensions, égales - On dit, par exemple, une poutre de quinze pouces de gros c'est-à-dire dont chaque face est de quinze pouces[C 23].
- Gruau - Voir Histoire des grues (Vocabulaire).
- Grue - Voir Histoire des grues (Vocabulaire).
- Grume - Voir Bois.
- Guêtre ou Guette - Ancien terme - Voir Décharge.
- Guêtron - Ancien terme - Voir Tournisse[C 24].
- Guignaux - Petites pièces de bois qu'on assemble entre les chevrons d'un comble pour le passage d'une souche de cheminée - Ils font, dans l'assemblage d'un comble, le même effet qu'un chevêtre dans un plancher - Ce sont aussi des petits bouts de bois que l'on scelle sur le haut d'un mur de face pour lier et tenir la bascule des moellons qui forment la saillie-masse d'un entablement - Ce sont encore des petits bouts de bois qu'on place de pente entre le haut d'un mur et le pied d'un comble pour recevoir une pente en plâtre recouverte d'un chéneau en plomb[C 24].

## H
- Hache - Outil de fer tranchant formé en équerre, ayant un manche - On l'appelle ordinairement cognée; Hacher - Dégrossir une pièce de bois avec la hache, faire des haches ou rainures dans les pièces de bois d'une cloison pour tenir les plâtres[C 24].
- Hachette à marteau - Outil qui a une tête d'un bout et un tranchant de l'autre - Il sert à ajuster les bois[C 24].
- Hérisson - Dans les machines, une roue dentée, dont les dents ou alichons sont fichés dans l'épaisseur de sa circonférence, suivant la direction de son plan[C 24].
- Herminette - Outil courbe, tranchant et emmanché de bois, dont on se servait pour tailler et planer les parties courbes d'un limon d'escalier et autres pièces[C 24].
- Herse - Épure ou au plan développé d'un comble quelconque; Herses de croupe - Pièces de bois qui se croisent dans la charpente d'un pavillon carré[C 25].
- Hie - Voir Mouton[C 25].
- Hiement - Bruit que rendent, sous l'effort de quelque poids ou puissance, les pièces composant une machine[C 25].
- Houe - Voir Tréteau[C 25].
- Huisserie - Terme collectif de deux poteaux et d'un linteau assemblés qui forment la baie d'une porte[C 25].

## I
- Impérial - comble en dôme, qui, par son profil, a la forme d'un talon renversé[C 25].

## J
- Jambe de force - Pièce debout un peu inclinée, qui s'emploie dans une ferme de comble brisé: elle est assemblée en pied dans le principal entrait, et de l'autre elle porte l'arbalétrier.
- Jambette - Dans une ferme de comble, une petite pièce un peu inclinée, qui est assemblée d'un bout dans l' entrait, et de l'autre dans l'arbalétrier[C 25]; Jambette d'échiffre - Voir Lexique des escaliers
- Jauge - Règle de bois d'un pied de long et d'environ dix-huit lignes de large, dont les ouvriers se servent pour tracer les tenons, les mortaises, ainsi que différentes coupes, et qui leur tient lieu de pied droit[C 25].
- Joint en paume - Coupe faite en sifflet à l'about d'une panne ou d'un chevron[C 26].
- Jouée - C'est, à une lucarne, les deux parties rampantes au derrière des poteaux de face[C 26].
- Jour - Voir Lexique des escaliers
- Jumelle - Deux pièces de bois de même forme et qui servent ensemble: telles sont les jumelles pour l'arbre d'un pressoir[C 26].

## L
- Lambourde - Pièce de bois de sciage de quatre ou six pouces de gros, qu'on pose le long d'un mur sur des corbeaux pour porter le bout des solives, ou le long d'une poutre sur des étriers de fer pour le même usage; Lambourde chanlatée - Lambourde plus épaisse sur une rive que sur l'autre, qu'on rapporte sur une poutre pour recevoir l'assemblage des solives qui doivent affleurer le dessous de la poutre[C 26].
- Lanterne - Petit comble construit au sommet d'un grand[C 26].
- Lanterne - Voir Histoire des grues (Vocabulaire).
- Lasseret - Petite tarière qui sert à ébaucher les mortaises, et à percer les trous des chevilles qui arrêtent les tenons dans leurs assemblages[C 26].
- Lavé bois - Voir Bois[C 26].
- Levage - Action de monter les bois avec une chèvre et les mettre en place - Les ouvriers disent, aller au levage.
- Lice - Pièce de bois assemblée horizontalement dans les poteaux d'une barrière d'appui au pourtour d'une cour[C 27].
- Liens - Les pièces de bois qui sont assemblées obliquement, et qui, dans un comble, tiennent le poinçon avec le faite; Lien en contre-fiche - Voir Contre-fiche; Lien cintré - Lien qui s'emploie ordinairement aux poteaux de remises, et qui supporte la sablière d'égout, ou bien celle d'une lucarne à fourrage; Les liens courbes et qui composent la charpente d'une lucarne à Guitard portent les noms suivants: lien guitard, liens vitreaux, liens en tenaille[C 27].
- Lierne - Pièce de bois posée horizontalement dans un comble cintré, passant au travers de chaque courbe et servant à les entretenir au moyen d'une clef qui est à chaque bout de la lierne; Lierne - Les pièces de bois formant la circonférence d'un dôme ou d'une coupole que l'on pose de niveau à différentes hauteurs, et que l'on assemble à tenons et mortaises avec les chevrons courbes; Lierne - Espèce de lambourde que l'on rapporte sur des solives de sciage dans un plancher d'une grande dimension, et que l'on assemble à entaille au droit de chaque solive pour les entretenir; C'est aussi une pièce de bois qui sert à entretenir les pieux d'une palée avec chacun desquels elle est boulonnée - Lorsque cette pièce est entaillée pour accoler les pieux, on l'appelle moise; Panne qui porte assemblage dans l’arbalétrier - Voir Panne[C 27]. Lierner - Ajouter des liernes à un comble, à une palée[C 27].
- Limon, Faux-limon - Voir Lexique des escaliers
- Linçoir - Pièce de bois dans laquelle sont assemblées les solives d'un plancher au-dessus de la baie d'une porte ou d'une fenêtre, pour en décharger la fermeture ou le linteau: cette pièce s'assemble dans les deux solives qui portent sur les jambages; C'est aussi, dans un plancher, une pièce de peu de longueur, qui d'un bout est assemblée dans un chevêtre et reçoit l'assemblage d'un faux chevêtre, et qui, de l'autre bout, est scellée dans le mur; C'est aussi une pièce de bois dans laquelle sont assemblés les chevrons au droit des lucarnes et des passages des tuyaux de cheminées[C 28].
- Linteau - Pièce de bois posée sur les jambages d'une porte ou d'une fenêtre pour en former la fermeture, ou assemblée dans deux poteaux pour le même usage[C 28].
- Long Pan - Côté le plus long d'un comble[C 28].
- Longrine - aux pièces qui forment le pourtour extérieur d'un grillage de pilotis[C 28].
- Lucarne - Toute baie ouverte dans un comble pour donner du jour aux chambres en galetas et greniers qui y sont pratiqués - Il y en a de différentes façons, et qui ont chacune leur nom particulier:
  - Lucarne à la capucine - Lucarne qui à deux longs pans et une croupe sur le devant, que l'on établit le plus souvent au bas d'un comble pour éclairer les galetas[C 28].
  - Lucarne à chevalet - La même que celle à la capucine, excepté qu'elle n'a pas de croupe sur le devant[C 28].
  - Lucarne flamande ou à fronton - Lucarne qui à peu de saillie, et dont le chapeau est ordinairement cintré: elle se pratique dans le brisis d'un comble à la mansarde[C 28].
  - Lucarne rampante - Petite lucarne que l'on pratique ordinairement au milieu de la hauteur d'un comble : elle n'a pas de fronton; son comble est plat et suit la même inclinaison que le grand comble[C 29].
  - Lucarne à demoiselle - Petite lucarne placée au milieu du comble de la même forme que celle rampante, excepté que le comble lève au lieu de baisser[C 29].
  - Lucarne à œil de bœuf - Lucarne dont l'ouverture est ronde et le comble ordinairement circulaire[C 29].
  - Lucarne à Guitard - Lucarne dont le comble, soutenu par des liens, est circulaire et en saillie[C 29].

## M
- Madrier - Toute pièce de bois méplat de deux à six pouces d'épaisseur sur dix à dix-huit pouces de largeur - On s'en sert pour faire des planchers de pont, pour couvrir des pilotis, et au fond des tranchées dans les terrains de mauvaise consistance, pour asseoir les fondations des murs - On s'en sert aussi, au moyen d'étrésillons, pour soutenir les terres dans les fouilles[C 29].
- Maigre - Il se dit d'une pièce de bois qui est taillée plus menue qu'il ne faut pour la place à laquelle elle est destinée; d'un tenon qui est trop aisé dans sa mortaise[C 29].
- Maillet - Espèce de marteau ou de masse faite d'un billot de bois, avec un manche court, dont se servent les charpentiers pour faire les tenons et divers coupements[C 29].
- Malandre - On donne ce nom aux nœuds pourris qui se trouvent dans les pièces de bois[C 29].
- Mangeoire - Dans une écurie, une auge de bois placée au-dessous du râtelier[C 29].
- Mansarde (comble à la) - comble brisé
- Mantohnet - Espèce de tenon qu'on pratique sur la tête des pilots pour arrêter les madriers ou plates-formes que l'on y pose, et qu'on attache dessus avec des chevillettes[C 29].
- Marche, marche carrée ou droite, marches dansantes ou gironnées, marche délardée, marche palière - Voir Lexique des escaliers
- Masse de fer - Elle sert à emmancher à force certains assemblages qu'il faut justes et serrés[C 30].
- Méplat - Pièce de bois qui est plus large qu’elle n'est épaisse[C 30].
- Mettre Dedans - Action d'assembler, dans le chantier, les pièces sur l'épure après que la taille en a été faite[C 30].
- Mettre en chantier - C'est, lorsqu'on veut travailler une pièce de bois, la poser sur deux autres pièces nommées chantier[C 30].
- Mettre sur son roide ou sur son fort - C'est, lorsqu'une pièce est courbe, mettre le bombement en contre-haut ou par-dessus[C 30].
- Moise - Toute pièce de bois jumelle qui sert à entretenir plusieurs autres pièces d'un assemblage de charpente, et qui, à cet effet, sont entaillées ou délardées pour les accoler - Les moises sont posées, soit d'équerre, soit obliquement[C 30].
  - Moise en jambette - Petite moise pendante qui sert à lier un arbalétrier avec une décharge[C 30].
  - Moise de décharge - Longue moise posée obliquement, et qui supporte un poinçon[C 31].
  - Moise de palée - Moise qui est posée en travers les pieux d'une digue pour les entretenir[C 31].
  - Moise de tête ou brise glace - Moise posée obliquement sur la tête des pieux[C 31].
- Moufle - Voir Histoire des grues (Vocabulaire).
- Mouton - Billot de bois garai de fer qu'on élève par le moyen d'une sonnette, et qu'on laisse retomber sur la tête des pilots pour les enfoncer en terre. C'est aussi une pièce de bois à laquelle une cloche est suspendue[C 31]. Voir aussi Histoire des grues (Vocabulaire).

## N
- Niveau - Instrument au milieu duquel pend un petit plomb servant à assurer si les pièces de bois sont bien posées[C 31].
- Nœud - Dans une pièce de bois, l'endroit par où poussait une branche[C 31].
- Noue - Pièce de bois qui reçoit les empanons de deux combles qui se joignent en angle rentrant[C 31].
- Noulet ou Nolet - Petit chevron ou empanon formant, avec le grand comble, l'angle rentrant dans le bout d'une lucarne à la capucine[C 31].
- Noyau - Voir Lexique des escaliers

## P
- Palée - File de pieux enfoncés en terre à peu de distance les uns des autres, et entretenus par des moises et liernes boulonnées et chevillées, pour une garre ou une digue, ou pour porter les travées d'un pont de bois - Les palées sont, dans la construction des ponts de bois, ce que sont les piles dans les ponts de pierre[C 32].
- Palier - Voir Lexique des escaliers
- Palis - Petit pal pointu, servant de clôture ou de séparation dans des cours ou dans des jardins[C 33].
- Palplanche - Madrier dont un des bouts est affûté en pointe et ordinairement ferré pour pouvoir être enfoncé en terre, et que l'on met dans les rainures de deux pieux voisins pour enclore le fondement de quelque ouvrage de maçonnerie dans l'eau, ou pour la construction d'un batardeau, d'une crèche, etc.[C 33].
- Pan - Se dit de la partie d'un tout, et c'est dans ce sens que l'on dit: un pan de comble, un pan de bois; Pan de comble - Partie de la charpente d'un comble dont les plus longs côtés s'appellent long pan ; Pan de bois - Assemblage composé de sablières, poteaux, décharges, tournisses, etc., formant la façade d'une maison, une cloison de refend ou un pignon[C 33].
- Panne - Pièce de bois posée de niveau sur les tasseaux et chantignoles des arbalétriers ou jambes de force d'un comble pour porter les chevrons; On appelle panne de brisis celle qui est au droit du brisis d'un comble dit à la mansarde; Panne à lierne - Panne qui est assemblée dans les arbalétriers au lieu de porter dessus[C 33].
- Panneau - Voir Lexique des escaliers
- Pas - Se dit des entailles qu'on fait dans les plates-formes d'un comble pour recevoir le pied des chevrons[C 34].
- Passe-partout - Voir Scie[C 34].
- Patin - Toute pièce méplate, couchée sur la terre ou posée sur des parpaings; Patin d'échiffre - Voir Lexique des escaliers - Voir Racinal[C 34].
- Patte-d'oie - Enrayure du comble au-dessus du chevet d'une église gothique; il se dit aussi de la façon dont les charpentiers marquent les pièces de bois: elle consiste à faire trois traits qui se réunissent à un seul point[C 34].
- Paume - Coupe oblique ou en sifflet que l'on fait au bout d'un chevron ou d'une panne pour la joindre à une autre[C 34].
- Peupler - Action de remplir un vide avec des pièces de bois espacées à égale distance - On dit: peupler de poteaux une cloison; de solives, un plancher; de chevrons, un comble ; de pilots, une palée[C 34].
- Pièce - Tout morceau de bois taillé et façonne qui fait partie d'un assemblage - On nomme maîtresses pièces colles qui sont les plus grosses, comme les poutres, les poteaux corniers, etc. ; Pièce de bois - La mesure à laquelle on réduisait à Paris et autres endroits, les bois de charpente pour eu faire le toisé: elle est de trois pieds cubes; ainsi une solive de 8 ° et 90 de grosseur et de six pieds de longueur forme une pièce de bois; Pièce de pont - Solive plus épaisse qu'une dosse, qui traverse le pont et fait saillie en dehors, dans laquelle on assemble les poteaux d'appui et les liens pour les entretenir[C 35].
- Pied de chèvre - Une troisième pièce qui sert à appuyer les deux montants servant de pieds à une chèvre - On dit enter en pied de chèvre; c'est une manière d'assembler pour allonger une pièce de bois[C 35].
- Pieu - Pièce de bois pointue et ferrée, enfoncée en terre au refus du mouton, pour former les palées de pont de bois, les crèches des piles et culées des ponts et des murs de quai, et retenir les terres des digues et des batardeaux - La différence du pieu au pilot est que le pieu n'est pas enfoncé tout à fait en terre comme le pilot, et que ce qui reste en dehors est ordinairement recouvert d'un chapeau[C 35]; Planter des pieux - Les enfoncer en terre avec la sonnette au refus du mouton ou de la hie[C 36].
- Pile de pont - Assemblages de charpente qui forment un pont par travées et palées[C 35].
- Pilot - Toute pièce de bois en grume qui est armée d'une frète à une de ses extrémités, et dont l'autre est affilée et brûlée pour la durcir, et armée d'un sabot de fer pour l'enfoncer en terre; Pilot de bordage - Pilots qui terminent l'enceinte d'un pilotage ; Pilots de retenue - Pilots qui sont enfoncés au-dehors de l'enceinte d'un pilotage pour soutenir un terrain de mauvaise consistance ; Pilotage ou Pilotis - Espace de terrain de mauvaise consistance, qui est peuplé de pilots sur lesquels on veut élever quelque édifice[C 35].
- Piochon - Espèce de besaiguë qui n'a que quinze pouces de long : elle sert à faire les grandes mortaises[C 35].
- Piquer - Marquer sur une pièce de bois par des lignes avec le traceret, l'ouvrage qu'il faut y faire pour la tailler et la façonner[C 36].
- Plancher - Construction, qui sépare les étages d'un bâtiment, et qui est ordinairement composée de solives, de solives d'enchevêtrure et chevêtres ; Plancher en enrayure - Plancher composé d' entrait s, coyers, goussets, chevêtres, solives, embranchements, empanons; Plancher de plate-forme - Plancher formé de madriers posés sur les chapeaux, patins et racinaux qui sont assemblés dans la tête des pilots d'une culée ou d'une pile, et sur lequel on assied la maçonnerie[C 36].
- Plate-bande - Voir Lexique des escaliers
- Plate-forme - Toutes pièces de bois de deux à quatre pouces d'épaisseur sur un pied et plus de largeur; Plate-forme de comble - Pièce que l'on pose sur la tête d'un mur pour recevoir le pied des chevrons; Plateforme de fondation - Réunion, par des barres ou entretoises, de deux pièces de bois plates ou carrées qu'on pose sur des racinaux pour asseoir la maçonnerie d'un bâtiment qu'on construit sur un mauvais terrain[C 36].
- Ployer - Action de désassembler les bois de dessus l'épure et les empiler avant de les transporter au bâtiment[C 36].
- Poinçon - Pièce de bois posée verticalement qui reçoit l'assemblage du faîtage et des arbalétriers d'une ferme d'un comble ; C'est aussi l'arbre d'une machine, sur lequel elle se meut circulairement, comme l'engin, la grue, etc.[C 32].
- Poinçons - Voir Histoire des grues (Vocabulaire).
- Pointal - Toute pièce de bois posée debout pour étayer ou soutenir une poutre ou un mur - On dit aussi étai; C'est aussi une pièce de bois posée debout sur des vérins, propre à relever quelque ferme de charpente, une travée de plancher, ou à remettre d'aplomb un pan de bois[C 32].
- Pointaux - Toutes pièces de bois courbes qui, dans un cintre d'arcade, soutiennent les couchis[C 32].
- Poitrail - Pièce de bois posée sur des pieds droits ou jambes étrières, et destinée à porter un mur de face ou un pan de bois ; Poitrail armé - Voir Poutre[C 32].
- Pont - Un ouvrage construit sur une rivière, un canal, pour servir de passage[C 32].
- Ponceau - Petit pont d'une seule arche construit sur une rivière, un ruisseau ou un canal[C 32].
- Portée - Bout d'une pièce qui est scellé dans un mur, ou qui porte sur une sablière, ou d'un bout d'une solive sur une poutre[C 32].
- Porter - Ce mot exprime la longueur ou la largeur d'une pièce; on dit qu'elle porte tant de long et à tant de large; Porter de fond - Se dit de toutes pièces posées sur le sol et perpendiculairement[C 32].
  - Poser - Action de mettre le bois en place; Poser de champ - Mettre une pièce sur la face la plus étroite; et c'est ce qu'on appelle sur son fort; Poser de plat - Contraire de poser sur champ; Poser en décharge - Mettre une pièce obliquement pour arc-bouter ou contre - Venter, comme dans les chevalements, les pans de bois, etc.[C 32].
- Poteau - Toute pièce de bois posée debout, de quelque grosseur qu'elle soit: ces poteaux prennent différents noms, suivant leur usage ou leur position[C 32].
  - Poteau ou pied cornier - Poteau qui forme le côté d'un pan de bois ou l'encoignure de deux pans de bois, dans lequel sont assemblées les sablières de chaque étage[C 37].
  - Poteau de fond - Poteau qui, ayant une de ses extrémités posée sur le fondement, monte d'aplomb dans toute la hauteur d'un bâtiment ; c'est aussi, dans un pan de bois ou dam une cloison, le poteau dans lequel sont assemblées les sablières[C 37].
  - Poteau d'huisserie - Voir Huisserie[C 37].
  - Poteau de lucarne - Poteau qui forme un des côtés de la baie d'une lucarne, et qui porte le chapeau[C 37].
  - Poteau d'écurie - Pièce de bois ronde d'environ 4 pouces de diamètre, servant à soutenir les barres de séparation entre les chevaux ou à recevoir l'assemblage des stalles[C 37].
  - Poteau de remplissage - Dans un pan de bois, celui qui au lieu de recevoir le tenon des sablières, est posé entre chacune d'elles, et y est assemblé[C 37].
  - Poteau en décharge - Poteau de pan de bois qui est posé obliquement entre deux autres[C 37].
  - Poteau refeuillé - Dans un pan de bois, le poteau qui forme le côté d'une baie et qui à une feuillure[C 37].
  - Poteau de cintre - Nom de la pièce posée debout portant l'entrait[C 37].
- Potelet d'appui et de linteau - Petit poteau dans les pans de bois et cloisons, avec lesquels on garnit le dessous des appuis de croisée et le dessus des linteaux de porte[C 37].
  - Potelet de chambrée - Petits poteaux qui ont la hauteur des solives, et qui sont placés entre les deux sablières au droit de l'épaisseur des planchers[C 37].
- Potence - Pièce debout couverte d'une semelle ou chapeau, et soutenue par un ou deux liens ou contre-fiches, servant à supporter le bout d'une poutre, d'une solive[C 37].
- Poutre - Pièce de bois qui a plus de douze pouces d'équarrissage, et qui sert à porter les travées des planchers; Poutre armée - Poutre sur laquelle on a assemblé deux décharges ou lambourdes en about avec une clef; le tout retenu avec des liens de fer ; Poutre âmée - Poutre dans laquelle, pour lui donner plus de force, on a rapporté et embrevé, après l'avoir refendue en deux parties, une lambourde posée obliquement en about et boulonnée[C 38].
- Poutrelle - Petite pièce de bois qui à moins de douze pouces - On la nomme aussi filet[C 38].

## Q
- Quart de rond - Voir Lexique des escaliers
- Quartier tournant - Voir Lexique des escaliers
- Queue - Voir Lexique des escaliers
- Queue d'aronde - Assemblage[C 39].
- Queue de paon - Nom qu'on donne aux assemblages ou compartiments circulaires qui vont en s'élargissant depuis le centre jusqu'à la circonférence; telles sont les enrayures d'une tour[C 39].

## R
- Raboteur - Voir Lexique des escaliers
- Racinal - Pièce de bois assemblée ou attachée sur la tête des pilots d'une fondation, et sur laquelle on pose ensuite les plates-formes ; c'est aussi la même pièce de bois qu'on pose en travers sous les plates-formes lorsqu'il n'y a pas de pilot; Racinal de comble - Espèce de corbeau posé sur une console, au haut d'un mur ou d'un pan de bois, portant en encorbellement le pied d'une ferme ; Racinal d'écurie - Pièce de bois debout scellée en terre, et dans les côtés de laquelle sont assemblés les madriers formant le devant de la mangeoire[C 39] ; Racinal de grue - Voir Histoire des grues (Vocabulaire).
- Radeau - Assemblage de plusieurs pièces de bois plates, formant un plancher, dont on se sert pour passer de petites rivières[C 39].
- Radier - Plancher compris entre les piles et les culées d'un pont, ou entre les bajoyers d'une écluse, sur lequel l'eau coule, et que l'on pratique pour empêcher que la force du courant ne dégrade les fondements des piles, des culées, etc.[C 39].
- Rainette - Instrument de fer dont une extrémité aplatie et recourbée sert à tracer sur le bois, et dont l'autre extrémité plate et percée de plusieurs petites fentes, sert à donner de la voie aux scies[C 39].
- Raison - Mettre les pièces de bois en leur raison - Appareiller[C 39].
- Raméneret - Trait. C'est, avec le cordeau, prendre la longueur des arêtiers[C 39].
- Rampant - Se dit de tout ce qui n'est pas de niveau - On dit un limon rampant[C 39].
- Rampe - Voir Lexique des escaliers
- Ranche - Voir Histoire des grues (Vocabulaire).
- Râtelier - Dans une écurie, une espèce de balustrade formée de traverses et de roulons[C 40].
- Receper - Couper le superflu d'un pilot après qu'il a été battu; Supprimer ce qui reste hors de terre[C 40].
- Rechausser - Voir Histoire des grues (Vocabulaire).
- Refait - Voir Bois[C 40].
- Refendre - Débiter des pièces en d'autres plus petites ; comme d'une poutre en faire des plates-formes, d'une solive en faire des chevrons - On dit aussi scier[C 40].
- Refuite - Excès de profondeur d'une mortaise pour la longueur du tenon qui doit y entrer afin de pouvoir l'y revêtir[C 38].
- Refus - Pieux ou pilotis qui ne s'enfoncent plus en terre par les coups du mouton[C 40].
- Remplissage - Voir Poteau et solive[C 40].
- Renfort - Espèce d'épaulement qu'on observe au collet d'un tenon et à la contre-partie sur une des arêtes de la mortaise - Voir Assemblage[C 40].
- Renton - Ancien terme. C'est le joint en coupe oblique de deux pièces de bois de même espèce sur une même ligne; tel est un cours de panne, de sablière, etc.[C 40].
- Repos - Voir Lexique des escaliers
- Repoussoir - Espèce de cheville de fer qui sert à faire sortir les chevilles des assemblages[C 40].
- Revêtir - Placer les poteaux et tournisses dans un pan de bois[C 40].
- Rogne - Mousse qui vient sur le bois et qui le gâte[C 40].
- Rossignol - Petit morceau de bois taillé en coin, dont on se sert pour remplir l'excès d'une mortaise trop longue et faire serrer le tenon qui s'y rapporte[C 40].
- Rouage - Voir Histoire des grues (Vocabulaire).
- Rouanne - Instrument ressemblant à un compas; il sert à marquer les bois; Rouannette - Petit outil de fer rond, aplati par un bout et partagé en deux dents fort pointues, avec lequel on trace des ronds pour signer ou marquer les bois[C 41].
- Rouet - Réunion de plusieurs pièces assemblées à queue d'aronde et circulaire en dedans, qu'on pose sur le bon fonds pour recevoir le mur d'un puits ; c'est aussi l'enrayure de charpente, ronde ou à pans, d'une flèche de clocher ou de la lanterne d'un dôme ; c'est encore une roue garnie de dents, placée sur l'arbre d'un moulin, laquelle engraine avec les fuseaux de la lanterne[C 41].
- Roulé - Voir Bois[C 41].
- Rouleau - Pièce de bois de forme cylindrique que l'on met sous de grosses pièces de bois pour en faciliter le déplacement; Rouleau sans fin - Châssis sous lequel sont deux rouleaux qui tournent dans des entailles, et au bout desquels sont pratiquées des mortaises pour les faire tourner par le moyen des leviers - On s'en sert pour conduire de grands fardeaux d'un lieu à un autre, ou pour les élever[C 41].
- Roulon - Morceau de bois rond dont on garnit les râteliers des écuries[C 41].

## S
- Sablières - Pièces couchées horizontalement à chaque étage, et haut et bas d'un pan de bois, dans lesquelles sont assemblés les poteaux, décharges et tournisses - On donne le nom de sablière haute à celle du haut de chaque étage, et sablière basse à celle qui porte sur les parpaings. C'est aussi le nom des pièces sous le plancher d'un pont de bois ; sablière de chambrée - Sablière basse de chaque étage, d'un pari de bois ou cloison, au-dessous de laquelle sont les abouts des solives ; Sablière - Le nom d'une pièce soutenue par des corbeaux de pierre ou de fer, le long d'un mur ou le long d'une poutre servant à porter l'about des solives - Lambourde; Sablière d'égout - Pièce placée au-dessus de l'entrée d'une remise, et supportée par des poteaux ; sablière de jouée - C'est, à une lucarne, la sablière au retour du chapeau, dans laquelle sont assemblées les tournisses ; sablière de ferme - Voir Solive[C 42].
- Sabot - C'est, à une marche palière, la partie en saillie qui est prise dans la masse du bois ou qui y est rapportée, et qui, faisant partie de la courbure de l'échiffre, reçoit aussi l'assemblage des deux limons[C 42].
- Sain - Voir Bois[C 42].
- Sapine - Toute pièce de bois de sapin en grume dont on se sert dans les travaux pour faire de grands échafauds, ou qui, étant refendue, sert à faire des combles et des planchers d'une grande étendue[C 42].
- Sauterelle - Nom de la fausse équerre mobile.
- Scellement - Voir Portée
- Sciage - Voir Bois[C 42].
- Scie - Lame d'acier ou d'étoffe, dentelée, ajustée dans une monture, servant à débiter les gros bois et à les couper de longueur[C 42].
  - Scie passe-partout - Scie qui n'est pas montée sur un châssis, mais qui porte à chaque bout un œil dans lequel on met un morceau de bois rond servant de manche - On en fait usage pour couper les grosses pièces en travers et les arbres en grume ; elle sert aussi dans certains endroits où l'on ne pourrait pas passer une scie avec sa monture[C 42].
  - Scie à manche - Couteau de scie ou sciotte: elle sert à tailler les tenons[C 43].
- Scieur de long - Nom de l'ouvrier qui scie des poutres pour en faire des solives, ou bien des solives pour en faire des chevrons[C 43].
- Sellette - Voir Histoire des grues (Vocabulaire).
- Semelle - Pièce courte et méplate que l'on met sous le pied d'un pointai, d'un chevalement - On la nomme le plus souvent couchis; C'est aussi une pièce de bois méplate qu'on rapporte sous une autre pour la renforcer, comme sous une poutrelle, une sablière, etc. ; Semelle traînante - Pièce de bois méplate, posée au niveau d'un plancher de comble, dans le bout de laquelle est assemblé le bas d'un arbalétrier de demi-ferme, de croupe ou d'arêtier[C 43].
- Seuil d'écluse - Pièce posée au fond de l'eau en travers d'une écluse ou d'un pertuis, entre les bajoyers, pour appuyer par le bas les portes ou les aiguilles[C 43].
- Seuil de pont-levis - La grosse pièce portant feuillure, qui reçoit l'extrémité du pont lorsqu'il est fermé[C 43].
- Signes - Marquer les bois avec la rouannette pour les appareiller lors du levage[C 43].
- Simblo ou Simbleau - Nom du cordeau ou de la ficelle dont on se sert pour tracer une circonférence lorsque sa grandeur surpasse la portée d'un compas[C 43].
- Singe - Voir Histoire des grues (Vocabulaire).
- Sole - Voir Histoire des grues (Vocabulaire).
- Solive - Nom des pièces qui servent à former les planchers, en les posant sur des poutres, sur des sablières, ou en les scellant de chaque bout dans les murs[C 44].
  - Solive d'enchevêtrure - Solive dans laquelle le chevêtre est assemblé[C 44].
  - Solive d'enchevêtrure boiteuse - Solive qui, d'un bout est assemblée dans un chevêtre, et qui, de l'autre, est scellée dans le mur[C 44].
  - Solive de remplissage - Solive assemblée d'un bout, ou de tous les deux, dans un chevêtre[C 44].
  - Solive de ferme - Solive sur laquelle les arbalétriers d'une ferme sont assemblés[C 44].
  - Solive de brin - Solive qui est de toute la grosseur d'un arbre[C 44].
  - Solive de sciage - Solive qui est débitée dans une plus forte pièce[C 44].
  - Soliveau - Petite solive assemblée entre un ou deux chevêtres ou linçoirs, et qui remplit l'espace vide à côté d'un passage de cheminée; Soliveau en empannon - Petite solive dans un plancher en enrayure, qui est assemblée obliquement à l'un de ses bouts ou à tous deux[C 44].
- Sommier - Forte pièce portée par deux poteaux ou pieds-droits - Pour un pont en bois, la traverse passant sur la tête des pieux[C 44].
- Sonnette - Voir Histoire des grues (Vocabulaire).
- Souillard ou Seuillard - Pièce assemblée sur des pieux ou pilots que l'on pose au-devant des glacis qui sont entre les piles des ponts, ou que l'on pose au-devant et au derrière du radier d'un pont, d'une écluse - On appelle encore souillard un petit châssis qu'on fait sceller dans les écuries pour contenir les piliers[C 44].
- Sous-faîte - Pièce d'un comble posée de niveau au-dessous du faîte, liée par des croix de Saint-André[C 45].
- Sous-chevron - Dans la charpente d'un dôme ou d'un comble cintré, une pièce de bois dans laquelle sont assemblés deux chevrons courbes[C 45].

## T
- Tablier - Partie d'un pont-levis qui s'abaisse pour former le passage[C 45].
- Taille - Coupe, la division et l'assemblage des bois pour en former un tout; Tailler - Action de couper une pièce de bois suivant les mesures de la place qu'elle doit occuper, et en faire les assemblages[C 45].
- Tampon - Petit morceau de bois que l'on met pour boucher un trou[C 45].
- Tarière - Outil de fer de forme cylindrique, de différentes grosseurs et longueurs, au bout duquel est un manche en bois; l'autre extrémité est faite en forme de cuillère, dont les bords sont tranchants: elle sert à percer les trous et à ébaucher les mortaises[C 45].
- Tas - Place sur laquelle on raccorde, dans le bâtiment, une pièce que l'on pose - On dit faire une mortaise, un tenon, un coupement, une entaille sur le tas[C 45].
- Tasseau - Morceau de bois ayant un tenon passé dans un arbalétrier qui sert, avec la chantignole, à soutenir les pannes d'un comble[C 45].
- Teigne - Espèce de galle qui vient sur l'écorce du bois[C 45].
- Tenon - En général l'extrémité d'une pièce taillée et réduite au tiers de sa grosseur, propre à entrer dans une mortaise[C 45].
  - Tenon à renfort - Tenon auquel on a conservé un épaulement à son collet, et qui se fait à l'about des grosses pièces[C 46].
  - Tenon en about - Dans un assemblage à onglet ou en fausse coupe, celui dont l'about est coupé parallèlement à la pente du joint[C 46].
  - Tenon à queue d'aronde - Tenon dont l'about est plus large que le décollement[C 46].
- Tête de chevalement - Pièce de bois posée horizontalement sur deux étais pour porter un mur, un plancher, un pan de bois chevalé[C 46].
- Tête de cabestan - Partie de l'axe qui est percée de mortaises pour le faire mouvoir[C 46].
- Tirant - Pièce aux extrémités de laquelle sont attachés des tirants de fer pour recevoir des ancres, elle est posée d'équerre sur deux murs pour en empêcher l'écartement - On le nomme aussi entrait[C 46].
- Tire-bouclers - Outil qui sert à dégauchir le dedans des mortaises[C 46].
- Tortiller - Ouvrir une mortaise avec le lacer et ou la tarière[C 46].
- Tour ou Treuil - Voir Histoire des grues (Vocabulaire).
- Tournisse - De petits poteaux de remplissage coupés obliquement d'un bout, et qui, dans un pan de bois ou une cloison, sont posés au-dessous et au-dessus des décharges; Tournisse de lucarne - Petits poteaux qui forment le remplissage des deux jouées[C 46].
- Tracer - Marquer en grand sur l'épure un ouvrage d'assemblage[C 46].
- Traceret - Outil de fer pointu, long de sept à huit pouces, qui sert à piquer le bois[C 47].
- Tranchant - Partie la plus déliée d'une cognée[C 47].
- Travée - Rang de solives posées entre les deux poutres d'un plancher ou entre deux murs[C 47].
- Travée de comble - Espace entre deux fermes ou entre une ferme ou un mur de pignon[C 47].
- Travée de pont - Partie du plancher entre deux files de pieux, formée de poutrelles, contre-fiches et de madriers[C 47].
- Traversine - Espèce de solive qu'on entaille dans les pilots, dans la formation d'un radier d'écluse; ce sont aussi les traverses d'un grillage[C 47].
- Travon - Pièce de bois qui traverse la largeur d'un pont, servant de chapeau aux files de pieux, et qui porte les poutrelles des travées[C 47].
- Tréteau - Espèce de chevalet sur lequel on place les pièces pour les débiter en long[C 47].
- Tringler - Voir Cingler.
- Tronche - Voir Lexique des escaliers
- Trousse - Voir Corde (Dans la construction)
- Tympan - Voir Histoire des grues (Vocabulaire).

## V
- Vanne - Espèce de porte mobile, verticalement posée entre deux coulisses, servant à retenir et lâcher les eaux d'une écluse, d'un étang[C 47].
- Vantiller - Garnir de madriers, de dosses, une vanne, pour retenir l'eau[C 47].
- Veau - Morceau de bois enlevé avec la scie du dedans d'une courbe droite ou rampante[C 48].
- Verboquet - Voir Histoire des grues (Vocabulaire).
- Vérin - Machine composée de deux forts madriers, de deux grosses vis en bois qui traversent l'un d'eux, et d'un pointai enté dans le milieu de ces mêmes madriers - On s'en sert à élever des grosses pièces dans les voitures, ainsi qu'à remettre aplomb des jambages, des cloisons, des pans de bois, de niveau des planchers, etc.[C 48].
- Vide - Espace que l'on observe entre des poteaux de cloison ou solive de plancher - On dit que des poteaux ou solives sont espacés tant pleins que vides[C 48].
- Vindas - Voir Histoire des grues (Vocabulaire).
- Virevent - pièce de bois ou de métal en bordure de toiture servant à maintenir les tuiles ou la couverture du toit.
- Vive-arête - Pièces de bois refaites ou dressées à la besaiguë, dont les angles sont aigus[C 48].
- Voie - Ouverture que fait la scie dans la pièce que l'on débite en long[C 48].
- Volute - Voir Lexique des escaliers